# Final del Torneo Finalización 2012 (Colombia)
La final del Torneo Finalización 2012 de la Categoría Primera A del fútbol profesional colombiano fue una serie de partidos de fútbol que se jugaron los días 12 y 16 de diciembre de 2012 para definir al segundo campeón del año del fútbol en Colombia. La disputaron los ganadores de los cuadrangulares semifinales: Millonarios e Independiente Medellín. El campeón tuvo cupo directo a la fase final de la Copa Libertadores 2013 entrando como Colombia 2. Después de haberse jugado los 180 minutos reglamentarios y con un marcador aún empatado 1-1 en el global fue necesario una definición por penales donde el ganador resultó ser Millonarios luego de ganar la serie 5-4.

## Antecedentes
Esta fue primera final que disputaron embajadores y poderosos debido a que esta fue la primera final para Millonarios en torneos cortos aunque no la primera en cuanto a la Categoría Primera A.
Millonarios en sí ha ganado trece títulos de la primera división siendo estos en: 1949, 1951, 1952, 1953, 1959, 1961, 1962, 1963, 1964, 1972, 1978, 1987, 1988 donde la única ganada por medio de final fue la del 1949 contra el Deportivo Cali con un resultado global de 4-2, las demás fueron ganadas cuando el campeonato se regía por formato de liga. Inclusive en los campeonatos de 1959  y 1961 el subcampeón fue el Independiente Medellín debajo de los albiazules por 6 y 8 puntos respectivamente. Millonarios lleva 24 años sin poder celebrar un título de la Categoría Primera A y 16 años de ser subcampeón desde aquel primer campeonato jugado con el sistema europeo (1995/96).
Por su parte el Independiente Medellín si ha disfrutado las finales en torneos cortos. De cuatro finales jugadas (Finalización 2002, Apertura 2004, Finalización 2008 y Finalización 2009) ganó tres siendo el Finalización 2008 la única perdida contra el América de Cali con un resultado global de 4-1. Además ganó la final del torneo de 1957 al Cúcuta Deportivo con el global de 7-4. Medellín suma cinco títulos profesionales a los que se le suman el de 1955 de formato de liga.
Medellín y Millonarios se habían visto ya por la definición del título en el cuadrangular final de 1994 y en el hexagonal final de 1975 por lo que esta será la primera vez donde únicamente estarán ellos para definir el título.

## Estadísticas previas
Total de partidos jugados en el Torneo Finalización 2012 por ambos equipos:
| Ciudad                                | Equipo                 | Pts | PJ | G  | E | P | GF | GC | Dif |
| ------------------------------------- | ---------------------- | --- | -- | -- | - | - | -- | -- | --- |
|                                       | Millonarios            | 47  | 24 | 14 | 5 | 5 | 33 | 15 | 18  |
| Bandera del departamento de Antioquia | Independiente Medellín | 38  | 24 | 10 | 7 | 7 | 27 | 22 | 5   |

- Leyenda:  Pts=Puntos; PJ=Partidos jugados; G=Partidos ganados; E=Partidos empatados; P=Partidos perdidos; GF=Goles a favor; GC=Goles en contra; DIF=Diferencia de gol

## Desarrollo de la final

### Partido de ida
| 22 | POR | Leandro Castellanos    |     |
| 3  | DEF | Daniel Bocanegra       |     |
| 6  | DEF | Diego Armando Herner   |     |
| 24 | DEF | Luis Tipton            |     |
| 19 | DEF | Jefferson Mena         |     |
| 15 | MED | Jhon Viáfara           |     |
| 10 | MED | Sebastián Hernández    | 79' |
| 17 | MED | Felipe Pardo           |     |
| 21 | MED | Amílcar Henríquez      |     |
| 7  | DEL | William Zapata         | 68' |
| 9  | DEL | Andrés Javier Mosquera |     |
| DT | DT  | Hernán Darío Gómez     |     |

| 31 | POR | Luis Enrique Delgado |     |
| 5  | DEF | Ignacio Ithurralde   |     |
| 13 | DEF | Jarol Martínez       |     |
| 2  | DEF | Román Torres         |     |
| 14 | DEF | Leonard Vásquez      |     |
| 8  | MED | Rafael Robayo        |     |
| 10 | MED | Mayer Candelo        | 88' |
| 7  | MED | Wilberto Cosme       |     |
| 30 | MED | Yhonny Ramírez       |     |
| 20 | MED | Harrison Otálvaro    | 84' |
| 18 | DEL | Wason Rentería       | 76' |
| DT | DT  | Hernán Torres        |     |

| 8  | MED | Julián Guillermo | 68' |
| 13 | MED | Andrés Correa    | 79' |

| 17 | MED | Omar Vásquez       | 76' |
| 32 | MED | José Luis Tancredi | 84' |
| 9  | DEL | Jorge Perlaza      | 88' |

| Amonestado | 5'  | Jhon Viáfara         |
| Amonestado | 60' | Diego Armando Herner |

| Amonestado | 89' | Mayer Candelo |

| Otorgado · Otorgado otra vez · Expulsado | 86' | Jhon Viáfara |

| Árbitro             | Juan Pontón      |
| Árbitros asistentes | Humberto Clavijo |
| Árbitros asistentes | Alexander Guzmán |
| Emergente           | José Luis Niño   |
| Observador arbitral | Otalvaro Polanco |
|                     |                  |

| 22 | POR | Leandro Castellanos    |     |
| 3  | DEF | Daniel Bocanegra       |     |
| 6  | DEF | Diego Armando Herner   |     |
| 24 | DEF | Luis Tipton            |     |
| 19 | DEF | Jefferson Mena         |     |
| 15 | MED | Jhon Viáfara           |     |
| 10 | MED | Sebastián Hernández    | 79' |
| 17 | MED | Felipe Pardo           |     |
| 21 | MED | Amílcar Henríquez      |     |
| 7  | DEL | William Zapata         | 68' |
| 9  | DEL | Andrés Javier Mosquera |     |
| DT | DT  | Hernán Darío Gómez     |     |

| 31 | POR | Luis Enrique Delgado |     |
| 5  | DEF | Ignacio Ithurralde   |     |
| 13 | DEF | Jarol Martínez       |     |
| 2  | DEF | Román Torres         |     |
| 14 | DEF | Leonard Vásquez      |     |
| 8  | MED | Rafael Robayo        |     |
| 10 | MED | Mayer Candelo        | 88' |
| 7  | MED | Wilberto Cosme       |     |
| 30 | MED | Yhonny Ramírez       |     |
| 20 | MED | Harrison Otálvaro    | 84' |
| 18 | DEL | Wason Rentería       | 76' |
| DT | DT  | Hernán Torres        |     |

| 8  | MED | Julián Guillermo | 68' |
| 13 | MED | Andrés Correa    | 79' |

| 17 | MED | Omar Vásquez       | 76' |
| 32 | MED | José Luis Tancredi | 84' |
| 9  | DEL | Jorge Perlaza      | 88' |

| Amonestado | 5'  | Jhon Viáfara         |
| Amonestado | 60' | Diego Armando Herner |

| Amonestado | 89' | Mayer Candelo |

| Otorgado · Otorgado otra vez · Expulsado | 86' | Jhon Viáfara |

| Árbitro             | Juan Pontón      |
| Árbitros asistentes | Humberto Clavijo |
| Árbitros asistentes | Alexander Guzmán |
| Emergente           | José Luis Niño   |
| Observador arbitral | Otalvaro Polanco |
|                     |                  |

#### Reacciones

##### Independiente Medellín
Quería hacer respetar la plaza, fue un partido digno para Medellín. Pienso que la hinchada no puede estar intranquila. Se sabe que Millonarios es el favorito, pero se puede decir que tuvimos un partido mano a mano. El empate es un resultado normal. No es triste, estamos en una final y como vamos cero-cero, esto se va a definición desde el punto penal.
Hernán Darío Gómez, director técnico de Independiente Medellín.

Ya hemos tenido problemas arbitrales en varios partidos y esta vez no fue la excepción. Por más cosas raras que pasen y por más inconvenientes que tengamos, vamos a salir a flote. A ese partido en Bogotá tenemos que ir con todo. Todo el mundo vio que Wason (Rentería) hace lo mismo en el primer tiempo y el árbitro deja que la jugada siga. Lastimosamente, no fue lo mismo para mí y ahí mataron el alma del equipo. No midieron igual y el Medellín quedó con 10.
Jhon Viáfara, mediocampista y capitán del Independiente Medellín.

##### Millonarios
Quedo triste, creo que teníamos que llevarnos el resultado tuvimos las opciones pero no las concretamos, nos falta la puntada final, fallamos en la finalización, tuvimos varias jugadas claras.
Hernán Torres Oliveros, director técnico de Millonarios.

### Partido de vuelta
| 31 | POR | Luis Enrique Delgado |     |
| 19 | DEF | Pedro Franco         |     |
| 13 | DEF | Jarol Martínez       |     |
| 2  | DEF | Román Torres         |     |
| 23 | DEF | Lewis Ochoa          |     |
| 8  | MED | Rafael Robayo        | 70' |
| 10 | MED | Mayer Candelo        | 80' |
| 30 | MED | Yhonny Ramírez       | 50' |
| 28 | MED | Harrison Otálvaro    |     |
| 7  | MED | Wilberto Cosme       |     |
| 18 | DEL | Wason Rentería       |     |
| DT | DT  | Hernán Torres        |     |

| 22 | POR | Leandro Castellanos  |     |
| 3  | DEF | Daniel Bocanegra     | 90' |
| 6  | DEF | Diego Armando Herner |     |
| 24 | DEF | Luis Tipton          | 68' |
| 19 | DEF | Jefferson Mena       |     |
| 26 | DEF | Jorge Enrique Arias  |     |
| 8  | MED | Julián Guillermo     |     |
| 10 | MED | Sebastián Hernández  |     |
| 21 | MED | Amílcar Henríquez    |     |
| 17 | MED | Felipe Pardo         |     |
| 7  | DEL | William Zapata       | 85' |
| DT | DT  | Hernán Darío Gómez   |     |

| 21 | MED | Juan Esteban Ortiz | 50' |
| 9  | DEL | Jorge Perlaza      | 70' |
| 17 | MED | Omar Vásquez       | 80' |

| 13 | MED | Andrés Correa          | 68' |
| 9  | DEL | Andrés Javier Mosquera | 85' |
| 27 | DEF | Andrés Felipe Ortiz    | 90' |

| Anotado | 44' | Wilberto Cosme | 1:0 |

| Anotado | 51' | William Zapata | 1:1 |

| Wason Rentería       | Acierto de penal         | 1:0 |                             |                      |
|                      |                          | 1:1 | Acierto de penal            | Sebastián Hernández  |
| Pedro Camilo Franco  | Acierto de penal         | 2:1 |                             |                      |
|                      |                          | 2:1 | Fallo de penal (horizontal) | Diego Armando Herner |
| Juan Esteban Ortiz   | Acierto de penal         | 3:1 |                             |                      |
|                      |                          | 3:2 | Acierto de penal            | Amílcar Henríquez    |
| Omar Vásquez         | Fallo de penal (atajado) | 3:2 |                             |                      |
|                      |                          | 3:3 | Acierto de penal            | Julián Guillermo     |
| Harrison Otálvaro    | Acierto de penal         | 4:3 |                             |                      |
|                      |                          | 4:4 | Acierto de penal            | Jorge Enrique Arias  |
| Luis Enrique Delgado | Acierto de penal         | 5:4 |                             |                      |
|                      |                          | 5:4 | Fallo de penal (atajado)    | Andrés Correa        |

| Amonestado | 67' | Pedro Camilo Franco |
| Amonestado | 80' | Juan Esteban Ortiz  |

| Amonestado | 30' | Amílcar Henríquez   |
| Amonestado | 46' | Felipe Pardo        |
| Amonestado | 65' | Jorge Enrique Arias |

| Otorgado · Otorgado otra vez · Expulsado | 53' | Felipe Pardo |

| Árbitro             | Luis Sánchez     |
| Árbitros asistentes | Abraham González |
| Árbitros asistentes | Wilmar Navarro   |
| Emergente           | Wilson Lamouroux |
| Observador arbitral | Otalvaro Polanco |
|                     |                  |

| 31 | POR | Luis Enrique Delgado |     |
| 19 | DEF | Pedro Franco         |     |
| 13 | DEF | Jarol Martínez       |     |
| 2  | DEF | Román Torres         |     |
| 23 | DEF | Lewis Ochoa          |     |
| 8  | MED | Rafael Robayo        | 70' |
| 10 | MED | Mayer Candelo        | 80' |
| 30 | MED | Yhonny Ramírez       | 50' |
| 28 | MED | Harrison Otálvaro    |     |
| 7  | MED | Wilberto Cosme       |     |
| 18 | DEL | Wason Rentería       |     |
| DT | DT  | Hernán Torres        |     |

| 22 | POR | Leandro Castellanos  |     |
| 3  | DEF | Daniel Bocanegra     | 90' |
| 6  | DEF | Diego Armando Herner |     |
| 24 | DEF | Luis Tipton          | 68' |
| 19 | DEF | Jefferson Mena       |     |
| 26 | DEF | Jorge Enrique Arias  |     |
| 8  | MED | Julián Guillermo     |     |
| 10 | MED | Sebastián Hernández  |     |
| 21 | MED | Amílcar Henríquez    |     |
| 17 | MED | Felipe Pardo         |     |
| 7  | DEL | William Zapata       | 85' |
| DT | DT  | Hernán Darío Gómez   |     |

| 21 | MED | Juan Esteban Ortiz | 50' |
| 9  | DEL | Jorge Perlaza      | 70' |
| 17 | MED | Omar Vásquez       | 80' |

| 13 | MED | Andrés Correa          | 68' |
| 9  | DEL | Andrés Javier Mosquera | 85' |
| 27 | DEF | Andrés Felipe Ortiz    | 90' |

| Anotado | 44' | Wilberto Cosme | 1:0 |

| Anotado | 51' | William Zapata | 1:1 |

| Wason Rentería       | Acierto de penal         | 1:0 |                             |                      |
|                      |                          | 1:1 | Acierto de penal            | Sebastián Hernández  |
| Pedro Camilo Franco  | Acierto de penal         | 2:1 |                             |                      |
|                      |                          | 2:1 | Fallo de penal (horizontal) | Diego Armando Herner |
| Juan Esteban Ortiz   | Acierto de penal         | 3:1 |                             |                      |
|                      |                          | 3:2 | Acierto de penal            | Amílcar Henríquez    |
| Omar Vásquez         | Fallo de penal (atajado) | 3:2 |                             |                      |
|                      |                          | 3:3 | Acierto de penal            | Julián Guillermo     |
| Harrison Otálvaro    | Acierto de penal         | 4:3 |                             |                      |
|                      |                          | 4:4 | Acierto de penal            | Jorge Enrique Arias  |
| Luis Enrique Delgado | Acierto de penal         | 5:4 |                             |                      |
|                      |                          | 5:4 | Fallo de penal (atajado)    | Andrés Correa        |

| Amonestado | 67' | Pedro Camilo Franco |
| Amonestado | 80' | Juan Esteban Ortiz  |

| Amonestado | 30' | Amílcar Henríquez   |
| Amonestado | 46' | Felipe Pardo        |
| Amonestado | 65' | Jorge Enrique Arias |

| Otorgado · Otorgado otra vez · Expulsado | 53' | Felipe Pardo |

| Árbitro             | Luis Sánchez     |
| Árbitros asistentes | Abraham González |
| Árbitros asistentes | Wilmar Navarro   |
| Emergente           | Wilson Lamouroux |
| Observador arbitral | Otalvaro Polanco |
|                     |                  |

| Campeón Millonarios Decimocuarto título |

#### Reacciones

##### Millonarios
Hay que reconocer el planteamiento del Bolillo pero gracias Dios y a la jerarquía del equipo pudimos hacer el sueño realidad. Es el día más feliz de mi vida porque logré eso por lo que uno siempre lucha. Lo que no pude hacer antes como jugador y como técnico lo hice hoy gracias a la capacidad del grupo.«...» Indiscutiblemente uno sabe que los penales son una lotería que podía ser para cualquiera de los dos. Sabíamos que Castellanos tenía más experiencia, pero Delgado sacó su talento y se volvió importante.
Hernán Torres Oliveros, director técnico de Millonarios.

Les dedico este título a mi esposa con todo el amor del mundo, a mi mamá y mi papá, quienes están en Bucaramanga y en general a toda mi familia; a los que vinieron a verme hoy, a toda esta gente, ya que después de tantos años somos campeones. Gracias a Dios por permitírteme hacer parte de este título para Millonarios, toda la gloria es para él porque gracias a él tuve el valor y el coraje para aguantar, pensé en irme, pero bueno mi Dios me dio la oportunidad nuevamente cuando pasé momentos difíciles.
Luis Enrique Delgado, arquero de Millonarios y figura del encuentro.

Muy merecido el título, siempre estuvimos en los primeros lugares, a donde fuimos atacamos y propusimos, este grupo estaba muy unido y mentalizado de lo que quería. El profe Hernán Torres, es un gran técnico, a cada uno de nosotros le sacó lo mejor y acá están los resultados.«...» De mi golpe, pues fue un golpe en la ceja, pero en ese momento no pensé en qué me había pasado, solo quería volver rápido al campo, pese a la gran cantidad de sangre que veía caer. Pero en ese momento no pregunté cómo estaba, solo le decía al médico Harold Yepes, que me vendara rápido.
Pedro Franco, defensa y capitán alterno de Millonarios.

##### Independiente Medellín
Fue una final pareja, la jugamos con hombría y quedamos muy verracos. El año entrante buscaremos la estrella. Además me siento muy feliz porque a pesar de jugar con un buen rival pudimos sacarle dos empates con un plantel joven y seguro y más en el momento de la expulsión.
Hernán Darío Gómez, director técnico de Independiente Medellín.

Quiero felicitar a Millonarios porque el título quedó en muy buenas manos con Hernán Torres, pero el año próximo nosotros estaremos buscando este sueño. Fue una linda final, muy pareja a pesar de la expulsión de Felipe Pardo.
Hernán Darío Gómez, director técnico de Independiente Medellín.